# Oprosti za kung fu (2004.)
Oprosti za kung fu, hrvatski dugometražni film iz 2004. godine.